# Jedi
I Jedi, indicati alternativamente anche come gli Jedi, sono un'organizzazione monastico-militare immaginaria facente parte dell'universo fantascientifico di Guerre stellari. I suoi membri sono una classe ristretta di individui sensibili a una forma di energia cosmica nota come Forza; da essa i Jedi traggono poteri sovrumani come telecinesi, precognizione e un generale aumento delle abilità fisiche. L'ordine è dedito prevalentemente allo studio e alla pratica della Forza, ma si occupa anche di mantenere la pace e la giustizia nella Repubblica Galattica. La loro arma caratteristica è la spada laser.
I Jedi utilizzano solamente il lato chiaro della Forza e perseguono ideali di purezza, armonia, rispetto per tutte le forme di vita ed elevazione individuale. A tal fine seguono un rigido codice di condotta, che regola la vita comunitaria, il loro comportamento, la loro dottrina e il loro sistema di valori. Per i Jedi sono proibiti la ricerca di potere e di ricchezza personale, i legami affettivi come il matrimonio e le emozioni negative quali odio, rabbia e paura, che portano un individuo a cedere al lato oscuro della Forza. I loro nemici giurati sono i Sith, i quali adottano una visione polarmente opposta dell'individuo, della vita e della Forza.
I Jedi sono presenti in quasi tutte le opere del franchise in qualità di protagonisti. Molti dei personaggi principali della serie, come Luke Skywalker, Obi-Wan Kenobi, Yoda, Anakin Skywalker e Rey, sono Jedi. Il loro ruolo centrale nelle vicende ha fatto sì che i Jedi siano diventati uno degli elementi più noti e riconoscibili di Guerre stellari. La filosofia e organizzazione dell'ordine hanno ispirato nel mondo un movimento spirituale chiamato Jedismo.

## Creazione e sviluppo
I Jedi vennero ideati da George Lucas durante la stesura del film Guerre stellari. Nella prima sceneggiatura del 1974 erano chiamati Jedi-Bendu, o in altre bozze Dai Noga, e formavano un gruppo di potenti guerrieri intergalattici al servizio della giustizia e dell'imperatore, ma che venne disciolto e sterminato dalla setta rivale dei Sith dopo il tradimento di un imperatore corrotto, rimanendo pochi superstiti. In questa forma i Jedi non avevano ancora un'aura mistica o poteri sovrumani, ma erano dei semplici militari ispirati ai samurai del cinema di Akira Kurosawa, che costituiva uno dei punti di riferimento principali per l'opera di Lucas.
Nella seconda sceneggiatura del 1975 la parabola discendente dei Jedi-Bendu rimaneva grosso modo la stessa, salvo che sono ora affiliati alla Repubblica, ma vengono denunciati e traditi da questa quando tentano di smascherare la corruzione che era andata crescendo al suo interno. In questa bozza Lucas introdusse il concetto di un'energia vitale chiamata Forza, facendo acquistare ai Jedi dei superpoteri e caratterizzandoli in modo più fumettistico. Fonti d'ispirazione per questo cambiamento furono il ciclo fantascientifico di Lensman di E. E. Smith, in cui è presente una pattuglia galattica dotata di abilità telepatiche che sfrutta per mantenere la pace nella galassia, e la tecnica prana-bindu, utilizzata dalle Bene Gesserit nel Ciclo di Dune per esercitare il pieno controllo di ogni muscolo del proprio corpo e che pare aver ispirato in parte il nome Jedi-Bendu.
Nelle sceneggiature successive i Jedi persero poco a poco il loro lato supereroistico e ne acquisirono uno più mistico e spirituale. Già nella terza sceneggiatura infatti erano connotati come una sorta di "monaci guerrieri", ispirati ai cavalieri templari e ai monaci shaolin, come esemplificato dal personaggio di Ben Kenobi. Questa caratterizzazione rimase quella finale del film e della trilogia originale, in cui i Jedi sono presentati come un corpo di combattenti mistici d'élite i quali attingono i loro poteri dalla Forza; chiunque si dimostri degno può inoltre essere addestrato a farne parte e ad apprenderne i segreti.
Nel ritornare sulla serie per realizzare la trilogia prequel, Lucas intendeva mostrare un ordine Jedi non più composto da sparuti individui, ma numeroso e al suo apice. L'autore lo sviluppò inizialmente in direzione pattuglia galattica, come un ordine militaristico di guerrieri in corazze nere. In seguito però abbandonò l'idea e li rese a tutti gli effetti un ordine religioso, ispirato al Buddhismo Zen e con abiti monacali simili a quelli che indossavano Ben Kenobi, Luke Skywalker e Yoda nella trilogia originale. L'ordine divenne così dogmatico, istituzionalizzato e burocratizzato, basato su un rigido codice di condotta e su un indottrinamento che inizia dalla più tenera età e solo nei soggetti validi, rendendolo quindi molto più settario di quanto mostrato nei primi film. I Jedi assunsero inoltre meno il ruolo di guerrieri quanto più di negoziatori, chiamati a risolvere e a mediare conflitti all'interno della galassia.
L'origine del nome "Jedi" non è conosciuta, ma ne sono state proposte delle possibili fonti di ispirazione. Per The History Channel deriverebbe dal giapponese jidai-geki (時代劇?), che identifica un genere narrativo storico spesso incentrato sulle imprese eroiche o sulla vita quotidiana di samurai e gente del popolo, mentre il The New York Times ne identifica l'origine nei termini "Jed" e "Jeddak", che significano "sovrano", "monarca", "signore", nel Ciclo di Barsoom di Edgar Rice Burroughs, che lo stesso Lucas aveva valutato di adattare per il cinema. Il film Rogue One indica che nella mitologia fittizia di Guerre stellari il nome è collegato al pianeta Jedha, ovvero uno dei luoghi di origine dei cristalli kyber utilizzati per costruire le spade laser, così importanti per i Jedi.

## Storia
(Obi-Wan Kenobi a Luke Skywalker in Guerre stellari)
Come afferma Obi-Wan Kenobi in Guerre stellari l'ordine Jedi è molto antico e conta più di mille generazioni, andando a perdere le sue origini negli albori della storia della galassia. Ne Gli ultimi Jedi si scopre che il pianeta natale dell'ordine è Ahch-To. Inizialmente si trattava di un ordine contemplativo, ma col tempo i Jedi assunsero un ruolo più attivo, intervenendo direttamente nelle questioni politiche della galassia e giungendo a servire la Repubblica Galattica come protettori di pace e di giustizia. Questo ruolo e il loro attaccamento al lato chiaro della Forza li mise in rotta di collisione con la setta dei Sith; secoli prima degli eventi della trilogia prequel i Jedi sconfissero infine i Sith e credettero di averli distrutti per sempre, senza accorgersi che alcuni dei loro nemici erano in realtà riusciti a sopravvivere e a perpetuare la loro setta nell'ombra.
Nel 32 BBY durante gli eventi de La minaccia fantasma i Jedi avvertono il risveglio dei Sith, ma, poiché la loro abilità di leggere la Forza è diminuita e velata di oscurità e incertezze, non si rendono conto di un piano architettato da Darth Sidious per sterminarli. Il signore oscuro dei Sith fomenta infatti il malcontento all'interno della Repubblica Galattica, spingendo molti pianeti e sistemi a secedere e a formare la Confederazione dei Sistemi Indipendenti, la quale ne L'attacco dei cloni e The Clone Wars entra in conflitto con la Repubblica nelle cosiddette guerre dei cloni. I Jedi si mettono nuovamente al servizio della Repubblica, guidando le armate dei cloni nei diversi teatri della guerra in qualità di generali; ciò porta a un logoramento dell'ordine e a una sua diminuzione, con molti Jedi che periscono nel conflitto. Ne La vendetta dei Sith il piano dei Sith giunge infine a compimento quando Palpatine, in realtà Darth Sidious, assume il titolo di Imperatore, dichiara i Jedi nemici della Repubblica ed emana l'ordine 66, portando i cloni a ribellarsi e a uccidere i loro generali Jedi in quella che passa alla storia come la Grande Purga Jedi.
Al massacro sopravvivono solo una manciata di Jedi, tra cui Yoda, Obi-Wan Kenobi, Kanan Jarrus e Ahsoka Tano, i quali sono prima costretti ad andare in esilio e cercano poi di combattere l'Impero Galattico nella guerra civile galattica trasmettendo gli insegnamenti Jedi ai giovani Ezra Bridger in Star Wars Rebels e Luke Skywalker nella trilogia originale. Proprio Luke nel 4 ABY ne Il ritorno dello Jedi riesce a far rinsavire il padre Dart Fener e a sconfiggere grazie al suo aiuto Darth Sidious, mettendo fine ai Sith e all'oppressione imperiale.
Negli anni seguenti Luke tenta lentamente di ristabilire l'ordine Jedi, educando una nuova generazione di giovani sensibili alla Forza. Il suo allievo più promettente, Ben Solo, si lascia però attirare dal lato oscuro e dagli insegnamenti di Snoke, uccidendo i suoi compagni e defezionando a favore del Primo Ordine. Convinto che l'eredità dei Jedi sia un fallimento e che l'ordine si debba estinguere, Luke si autoesilia su Ahch-To abbandonando la galassia al suo destino. Ne Il risveglio della Forza e Gli ultimi Jedi una giovane ragazza sensibile alla Forza, Rey, viene reclutata nelle file della Resistenza e convince Luke ad avviarla all'insegnamento dei principi Jedi. Quando Luke spira unendosi alla Forza, identifica Rey come l'ultima Jedi. Accolta quest'eredità, ne L'ascesa di Skywalker Rey sconfigge grazie all'aiuto di Ben, ritornato al lato chiaro, il redivivo imperatore Palpatine e riporta infine equilibrio nella Forza.

## Caratteristiche

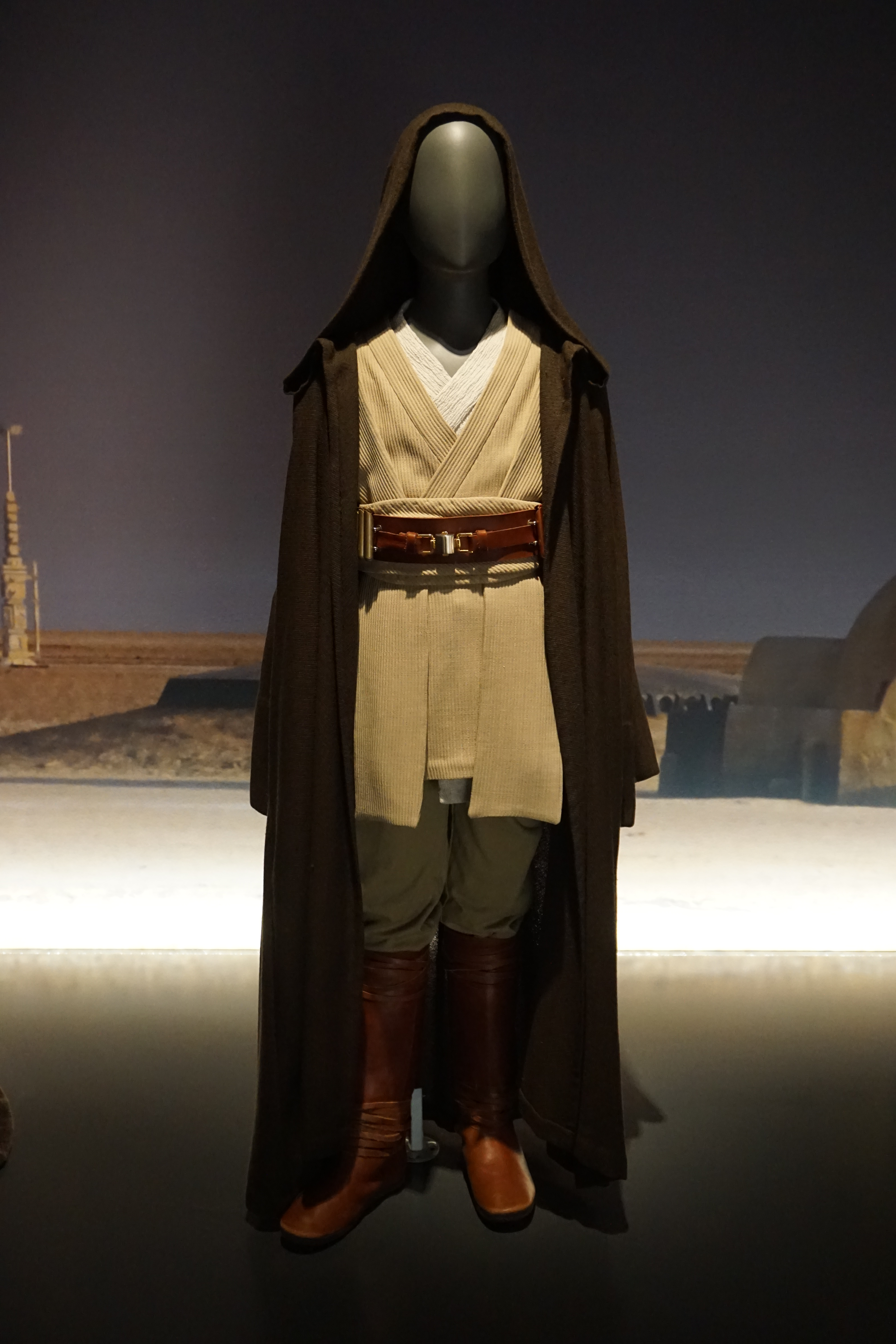
Abiti tradizionali di un Jedi nella trilogia prequel

I Jedi sono un ordine mistico di individui sensibili alla Forza, i quali traggono da essa poteri sovrumani, come telecinesi, precognizione e un generale aumento delle abilità fisiche. L'ordine è dedito prevalentemente allo studio e alla pratica della Forza, ma si occupa anche di mantenere la pace nella galassia e di eseguire missioni di risoluzione dei conflitti per conto della Repubblica Galattica. A causa delle alterne vicende che l'ordine ha attraversato nella sua storia i suoi numeri sono sempre stati variabili, ma Lucas ha affermato che al loro apice esistevano diverse centinaia di migliaia di Jedi nella galassia.
La congregazione è caratterizzata da una struttura gerarchica e da un codice di condotta rigidi, che regolano virtualmente ogni aspetto della vita dei membri. Per diventare Jedi sono richiesti un impegno profondo e una mente acuta, in quanto la vita di un Jedi è caratterizzata dal sacrificio e dalla totale dedizione ai propri doveri. Sin dall'inizio dell'apprendistato conducono una vita semplice e fedele al codice Jedi, che proibisce proprietà materiali o legami affettivi. Secondo i principi della modestia e dell'umiltà, è tradizione dei Jedi indossare semplici abiti lunghi, ampi e comodi, una tunica e un mantello, nelle varie tonalità del bianco e del marrone. La loro arma caratteristica è la spada laser, che riescono a manipolare alla perfezione grazie a un intenso allenamento e alla loro conoscenza della Forza.
Poiché ai Jedi non è permesso sposarsi e avere figli, l'ordine si mantiene individuando candidati neonati sensibili alla Forza, separandoli dai loro genitori e avviandoli all'addestramento fin dalla più tenera età. La prima parte dell'addestramento viene svolta sotto la guida di un maestro Jedi saggio ed esperto, fino a quando l'allievo non è pronto per intraprendere il percorso del Jedi. I dodici membri più saggi formano il consiglio Jedi, che governa l'ordine e funge da raccordo tra i Jedi e le istituzioni pubbliche.
L'affiliazione all'ordine Jedi è solitamente per la vita. Come menzionato però in una scena eliminata de L'attacco dei cloni e nella guida Star Wars: Absolutely Everything You Need to Know, nel corso della sua storia venti maestri Jedi hanno rigettato i principi e lo stile di vita dell'ordine e lo hanno abbandonato. Tra di essi i primi dodici formarono poi il primo Impero Sith, mentre l'ultimo in ordine di tempo è stato il Conte Dooku, poco prima de La minaccia fantasma. Per rammentarsi sempre del loro fallimento, i Jedi hanno eretto delle statue dei venti dissidenti e le hanno collocate nell'archivio Jedi.

### Filosofia
Non c'è ignoranza; c'è conoscenza.

Non c'è inquietudine; c'è serenità.

Non c'è caos, c'è armonia.

Non c'è morte; c'è la Forza.»
(Codice Jedi, Star Wars: L'apprendista del Lato Oscuro)
La filosofia dell'ordine persegue un ideale di purezza e rispetto in accordo con il lato chiaro della Forza. Questi precetti sono riuniti nel codice Jedi, che regola il comportamento, la dottrina e il sistema di valori dei membri. I Jedi rispettano la vita, intervenendo a protezione di coloro che non sono in grado di difendersi da soli, ricercando sempre una soluzione non violenta alle divergenze e ripiegando al combattimento solo come ultima risorsa per legittima difesa o per proteggere i bisognosi. Allenando la mente e il corpo, i Jedi cercano costantemente di migliorare sé stessi lasciandosi guidare dalla Forza, e cercano al contempo di migliorare e far progredire le persone e i popoli con cui entrano in contatto. A tal fine sono proibiti i prospetti di potere e di ricchezza personale, i legami affettivi come il matrimonio e le emozioni negative come odio, rabbia e paura.
Il codice Jedi incoraggia lo studio, la meditazione, la purezza di pensiero, il sacrificio, la pace, l'armonia e il distacco dalle emozioni per giungere infine all'illuminazione. Ogni membro tenta pertanto di vivere in armonia con il mondo attorno a sé, usando saggezza e logica invece di emozioni negative come violenza, rabbia, e odio, che portano a lasciarsi corrompere dal lato oscuro. L'ordine condanna invece senza eccezioni la pratica e lo studio del lato oscuro, in quanto basato su dei fondamenti, come l'egoismo e la sete di potere, che contrastano con tutti i valori Jedi.

### Gerarchia e gradi
Il grado più basso dell'ordine Jedi è rappresentato dagli iniziati, o younglings, ovvero bambini sensibili alla Forza, prelevati dalle loro famiglie in giovane età, che affrontano i primi passi nell'addestramento Jedi. Gli iniziati sono divisi in dieci gruppi, chiamati clan, di venti individui al massimo, che si allenano sotto la supervisione di un maestro Jedi, venendo istruiti nei fondamenti della Forza e delle tecniche di autodifesa. Prima di poter iniziare l'addestramento come padawan, gli iniziati devono sottoporsi e superare una serie di test, il più importante dei quali, come mostrato in The Clone Wars, risiede nel raccogliere un cristallo kyber dalle miniere del pianeta Ilum.
Un iniziato che completa l'addestramento base può passare al livello successivo di educazione individuale sotto la tutela di un cavaliere o un maestro Jedi. Questi membri vengono chiamati padawan o apprendisti. Nell'epoca della Vecchia Repubblica i padawan sono tenuti a portare una treccia di capelli che ricade sulla spalla destra, che simboleggia il loro grado, e che viene tagliata durante la cerimonia di promozione a cavaliere Jedi. Gli apprendisti accompagnano spesso in missione i loro maestri, ai quali è permesso avere solo un padawan alla volta. Come rito di passaggio e prova finale per ascendere al rango di cavaliere Jedi, i padawan hanno il compito di usare il cristallo kyber che hanno recuperato da bambini per costruire la propria spada laser, basandosi sul modello di quella del loro insegnante, in segno di fiducia e di rispetto. A quel punto sono riconosciuti a pieno titolo come cavalieri Jedi e possono prendere a loro volta dei padawan. Solo il consiglio Jedi può decidere se convalidare il passaggio di grado, anche se in rari casi il maestro può promuovere senza l'approvazione del consiglio. I cavalieri sono il grado più numeroso dell'ordine e rappresentano i Jedi per antonomasia.
Ai membri più potenti, saggi ed esperti dell'ordine è conferito il titolo di maestro Jedi. Il rango è riservato a coloro che mostrano eccezionale devozione, abilità e comprensione della Forza, ed è generalmente acquisito da cavalieri che promuovono con successo uno o più padawan a cavaliere, ma in rari casi può essere assegnato anche per meriti straordinari.
Al vertice dell'ordine vi è il consiglio Jedi, il massimo organo decisionale che governa le attività e le decisioni della confraternita. Il consiglio è formato dai Jedi più saggi e rispettati e pertanto i suoi membri sono scelti sempre tra i maestri Jedi; l'unica eccezione è rappresentata da Anakin Skywalker, accettato a far parte del consiglio senza che gli venisse riconosciuto il rango di maestro su pressione esterna del cancelliere supremo Palpatine ne La vendetta dei Sith. L'organo è formato da dodici membri: cinque membri permanenti, che accettano un impegno a vita in esso, tra cui il gran maestro; quattro membri a lungo termine, che vi prendono parte fintanto che non scelgono di dimettersi dall'impegno; e dei membri temporanei, che vi siedono per un periodo di tempo limitato. Ne La minaccia fantasma il consiglio è composto dal gran maestro Yoda, Mace Windu, Adi Gallia, Depa Billaba, Eeth Koth, Even Piell, Ki-Adi-Mundi, Oppo Rancisis, Plo Koon, Saesee Tiin, Yaddle e Yarael Poof e viene ribadito che anche Qui-Gon Jinn avrebbe i pieni requisiti per farne parte, ma le sue posizioni filosoficamente contrastanti con gli altri maestri glielo impediscono. Ne L'attacco dei cloni subentrano Shaak Ti e Coleman Trebor al posto di Yaddle e Yarael Poof. Durante le guerre dei cloni, Eeth Koth, Adi Gallia, Coleman Trebor, Oppo Rancisis e Depa Billaba vengono rimpiazzati da Agen Kolar, Stass Allie, Kit Fisto, Coleman Kcaj, Obi-Wan Kenobi e Anakin Skywalker, che restano in carica fino alla fine del consiglio con la grande purga Jedi ne La vendetta dei Sith.

## Sedi e strutture
La sede principale dell'ordine si trova sul pianeta Coruscant ed è il tempio Jedi. Si tratta di un enorme edificio di oltre un chilometro di altezza e di forma piramidale, che svetta sopra al profilo dei palazzi della città. L'elemento più riconoscibile dell'edificio sono cinque alte torri che lo sovrastano e che contengono alcune delle sale più importanti, prima fra tutte quella del consiglio Jedi. Il suo aspetto è stato paragonato dalla rivista Architects' Journal a quello dei templi maya, delle ziggurat, e dei minareti di Santa Sofia a Istanbul. Il tempio Jedi è la sede principale delle attività dell'ordine nella galassia e ha pertanto diverse funzioni: funge da monastero e archivio per meditazione e ricerche; viene usato come accademia e centro di addestramento per gli iniziati e i padawan che intendono entrare tra le file dei Jedi; ed è la sede di governo dell'ordine in quanto ospita il consiglio Jedi. Nel tempio si trova anche l'archivio Jedi, un'enorme biblioteca che raccoglie tutto il sapere e la conoscenza della Vecchia Repubblica. Ne La vendetta dei Sith, dopo aver attivato l'ordine 66 e aver dichiarato fuorilegge i Jedi, Dart Fener e i clone trooper attaccano il tempio Jedi, uccidendo tutti i membri dell'ordine al suo interno. Negli anni dell'Impero Galattico l'edificio viene riconvertito in palazzo imperiale e diventa la residenza di Darth Sidious.
Nel corso della sua esistenza l'ordine ha istituito anche altri templi e accademie in svariati pianeti e sistemi della galassia. Su Ahch-To, il pianeta di origine dell'ordine, si trova il primo tempio Jedi che custodisce i più antichi testi della confraternita. Un altro dei templi più antichi si trova su Ilum, il pianeta sacro dei Jedi da cui vengono prelevati i cristalli kyber per le loro spade laser.

## Universo espanso
Nell'Universo espanso di Guerre stellari la storia dell'ordine Jedi è diversa e più approfondita. Come narrato nel fumetto L'alba degli Jedi le origini dell'ordine Jedi risalgono a oltre 36 000 anni BBY, quando i migliori filosofi, sacerdoti, guerrieri e scienziati della galassia si riuniscono sul pianeta Tython nel Nucleo Profondo per studiare la Forza, dando avvio all'ordine Je'daii che fiorisce per i successivi diecimila anni. I Je'daii studiano la Forza nella sua interezza, ma nel 25 000 BBY circa nascono delle tensioni tra i praticanti del lato chiaro e quelli del lato oscuro, che si risolvono in una guerra civile che sconvolge Tython e che vede vittoriosi i primi. I superstiti emigrano quindi su Ossus e vi fondano il primo nucleo di quello che diventerà l'ordine Jedi.

Alcuni Jedi negli anni precedenti alla grande guerra Sith, mostrati sulla copertina del fumetto Le cronache dei Jedi

Nel 7 000 BBY l'ordine subisce un secondo scisma, con alcuni Jedi Oscuri che passano al lato oscuro e vengono pertanto cacciati. Questi esuli approdano sul pianeta Korriban, dove si uniscono alla popolazione locale dei sith e la innalzano con le loro vaste conoscenze del lato oscuro della Forza, creando il primo Impero Sith. Nel 5000 BBY, come mostrato nel fumetto Le cronache dei Jedi, i Sith lanciano un'offensiva, la grande guerra iperspaziale, contro la Repubblica Galattica, che i Jedi e le forze repubblicane riescono a respingere. Mille anni dopo, i due Jedi decaduti Exar Kun e Ulic Qel-Droma, con il supporto di apprendisti Jedi convertiti al lato oscuro, dei Mandaloriani e della setta Krath, scatenano la grande guerra Sith sempre ai danni della Repubblica e dei Jedi, da cui l'ordine esce ancora una volta vincitore.
Anche gli anni successivi sono pieni di conflitti per i Jedi, come mostrato nel fumetto Knights of the Old Republic, e nei videogiochi Star Wars: Knights of the Old Republic, Star Wars: Knights of the Old Republic II: The Sith Lords e Star Wars: The Old Republic. L'ordine è impegnato prima nelle guerre mandaloriane; poi nella guerra civile Jedi contro le forze Sith guidate da Revan prima e da Darth Malak poi; nello scontro con un triumvirato di Sith sconfitto da Meetra Surik; e ad affrontare una nuova controffensiva Sith trecento anni più tadi. I Jedi sembrano più volte sul punto di essere eradicati definitivamente, ma riescono infine a riportare la vittoria e la stabilità nell'ordine.
I secoli successivi sono un periodo di pace per l'ordine, che però dal 2 000 al 1 000 BBY è chiamato ad affrontare nuovamente i suoi nemici mortali Sith nelle nuove guerre Sith. L'evento è narrato nei romanzi Dark Forces: Jedi Knight e Star Wars - Darth Bane - Il sentiero della distruzione e nel fumetto Star Wars: Jedi vs. Sith. Riuniti da Lord Kaan sotto l'egida della Confraternita dell'Oscurità, i Sith lanciano una grande offensiva contro la Repubblica e i Jedi. Guidate dal Jedi Hoth le forze alleate contrattaccano e riescono infine a sconfiggere i nemici su Ruusan, credendoli erroneamente per sempre sconfitti.
Dopo la grande purga Jedi e la sconfitta dell'Impero Galattico, Luke Skywalker tenta faticosamente di dare vita a un nuovo ordine Jedi. A tal fine, nell'11 ABY nella trilogia dell'Accademia Jedi, istituisce su Yavin IV il Praxeum, un'accademia per l'addestramento di una nuova generazione di Jedi, a cui si uniscono presto molti studenti, tra cui Tionne, Dorsk 81, Kirana Ti, Kam Solusar, Brakiss, Streen, Corran Horn, Kyle Katarn, Kyp Durron, Mara Jade, Cilghal, Jaden Korr, Rosh Penin, Anakin Solo, Jacen Solo e Jaina Solo. Negli anni seguenti molti adepti compiono il loro percorso di addestramento per diventare cavalieri Jedi a pieno titolo, come mostrato nelle serie di romanzi Junior Jedi Knights e Giovani cavalieri Jedi. Dal 25 al 30 ABY in The New Jedi Order, l'ordine appoggia la Nuova Repubblica e l'Imperial Remnant nel combattere gli yuuzhan vong, una razza extraterrestre di fanatici religiosi che invade e devasta la galassia. Molti giovani Jedi ricevono in quest'occasione il loro battesimo del fuoco e si guadagnano una reputazione da eroi quando riescono a guidare le forze alleate alla vittoria. Durante la guerra il Praxeum viene distrutto, per essere poi ricostruito su Ossus.
Nella trilogia Dark Nest i Jedi devono affrontare un nido oscuro di killik e scongiurare una guerra tra l'Alleanza Galattica, i chiss e i killik, mentre in Legacy of the Force la minaccia è rappresentata da Jacen Solo, che passa al lato oscuro con il nome di Darth Caedus e muove guerra all'Alleanza Galattica e ai Jedi scatenando la seconda guerra civile galattica. La distruzione portata da Darth Caedus procura un'ondata di impopolarità all'ordine Jedi, che viene accusato di essere troppo pericoloso e instabile per essere lasciato in attività o perlomeno incontrollato. Luke sconfigge però una nuova minaccia, in forma dell'entità del lato oscuro Abeloth, dimostrando ancora una volta l'utilità dell'ordine per la pace galattica. La confraternita continua così ad accompagnare la storia della galassia fino almeno al 140 ABY, in cui nel fumetto Star Wars: Eredità l'ordine Jedi guidato da Cade Skywalker sconfigge la setta One Sith e instaura un triumvirato galattico insieme all'Alleanza Galattica e al Nuovo Impero Galattico.
Nell'Universo espanso la filosofia, il codice di condotta e l'organizzazione dell'ordine Jedi non si sono sempre mantenuti costanti. Fin dagli albori della confraternita, infatti, era possibile per un Jedi sposarsi, seguire più di un padawan contemporaneamente e studiare e utilizzare in parte e con cautela i poteri del lato oscuro. I Jedi che rinnegavano questi precetti e il lato chiaro, e abbracciavano invece interamente il lato oscuro erano chiamati Jedi Oscuri, e proprio loro ebbero un ruolo predominante nel creare e guidare l'Impero Sith contro l'ordine che li aveva un tempo cresciuti. Anche in seguito i Jedi Oscuri continueranno a segnare la vita dell'ordine, come Xanatos in Star Wars: Apprendista Jedi, Desann e Tavion Axmis in Star Wars Jedi Knight II: Jedi Outcast, Brakiss nella serie Giovani cavalieri Jedi e Welk nella trilogia Dark Nest.
Proprio per evitare defezioni pericolose come successo nella grande guerra Sith, al termine del conflitto l'ordine Jedi cercò di rinforzare la sua autorità e di centralizzare il proprio controllo sui suoi membri, inasprendo il codice e proibendo il matrimonio, i legami e la pratica anche minimale del lato oscuro. Un gruppo contestò queste riforme, venendo da allora identificati come Jedi Grigi. Oltre a riferirsi a coloro che non erano del tutto allineati al codice, il termine venne esteso anche a quei Jedi o altri individui sensibili alla Forza che si mantenevano a metà strada tra il lato chiaro e il lato oscuro, senza abbracciare apertamente nessuno dei due, come Jolee Bindo, Qui-Gon Jinn, o i cavalieri imperiali in Star Wars: Eredità.
Quando Luke assunse la guida del nuovo ordine Jedi dopo la sconfitta dell'Impero, introdusse alcuni cambiamenti. Egli tornò a mettere al centro dell'attenzione la Forza, rigettando una distinzione netta tra bene e male, lato chiaro e lato oscuro, ma permettendo ai suoi accoliti di agire in qualsiasi modo ritenessero utile per mantenere equilibrio nella Forza. Abbandonò il tradizionale sistema di addestramento basato sulla coppia maestro-padawan, in modo che ogni membro potesse essere al tempo stesso insegnante e studente, apprendendo e tramettendo i propri insegnamenti agli altri. Inoltre il consiglio venne riformato, ospitando non solo Jedi ma per metà anche politici, così da dialogare in modo più efficace con le altre istituzioni della galassia. A seguito della guerra degli yuuzhan vong, l'ordine ridusse la sua attività politica e civile, ritirandosi su Ossus, dove venne istituito un nuovo consiglio composto da soli Jedi.

## Accoglienza e influenza culturale
A causa del loro ruolo centrale nelle vicende di Guerre stellari, i Jedi sono diventati uno degli elementi più noti e riconoscibili del franchise. Hanno ispirato il nome del motore grafico Jedi Engine, sviluppato nel 1995 da Ray Gresko per LucasArts, e di una specie di formiche della sottofamiglia delle Myrmicinae, Tetramorium jedi. Come raccontato nel libro Capre di guerra e in modo romanzato nel film da esso tratto, L'uomo che fissa le capre, verso la fine degli anni settanta e i primi anni ottanta l'esercito statunitense sperimentò la possibilità di addestrare super soldati dalle capacità psichiche aumentate, chiamati «guerrieri Jedi», che sarebbero stati in grado, tra le altre cose, di uccidere capre semplicemente fissandole. Nell'ottobre 2019 il termine Jedi è stato inserito ufficialmente nell'Oxford English Dictionary, con il significato letterale di «membro di un ordine di eroici monaci guerrieri in grado di controllare il mistico potere della Forza» e uno metaforico di persona dalle abilità fuori dal comune, tanto da apparire soprannaturali.
La filosofia e organizzazione fittizie dell'ordine Jedi sono state riprese in tutto il mondo in veri e propri movimenti spirituali e religiosi. Nel 2001, in occasione dei censimenti nazionali di alcuni Paesi anglofoni, diverse centinaia di migliaia di persone rivendicarono l'appartenenza alla religione Jedi scrivendo «Jedi» o «Cavaliere Jedi» nel campo religione. Sebbene la maggior parte delle risposte fosse di natura ironica o intesa come forma di contestazione, diverse migliaia di persone nel mondo si riconoscono nel Jedismo, una filosofia di vita che si basa sui principi Jedi.